# Masdevallia schudelii
Masdevallia schudelii är en orkidéart som beskrevs av Carlyle August Luer. Masdevallia schudelii ingår i släktet Masdevallia och familjen orkidéer. Inga underarter finns listade i Catalogue of Life.